# کادورو
کادورو (به انگلیسی: Kaduru) یک منطقهٔ مسکونی در هند است که در بخش چیکماگالور واقع شده‌است. کادورو ۲۰۰٬۸۰۲ نفر جمعیت دارد و ۷۶۳ متر بالاتر از سطح دریا واقع شده‌است.